# Districte de Berat
Berat fou un dels 36 districtes que formaven Albània fins a la seva abolició i substitució per comtats per la Llei 8653, del 31 de juliol del 2000. La seva capital era Berat. Tenia una extensió de 915 km².

## Divisió administrativa
El districte estava format que aquests municipis:
- Berat
- Cukalat
- Kutalli
- Lumas
- Otllak
- Poshnjë
- Roshnik
- Sinjë
- Tërpan
- Ura Vajgurore
- Velabisht
- Vërtop